# Elmohardyia carrerai
Elmohardyia carrerai är en tvåvingeart som först beskrevs av Hardy 1950.  Elmohardyia carrerai ingår i släktet Elmohardyia och familjen ögonflugor. Inga underarter finns listade i Catalogue of Life.